# مسجد محمدیه
مسجد محمدیه مربوط به دوره قاجار است و در قزوین، خیابان شهدا واقع شده و این اثر در تاریخ ۴ تیر ۱۳۷۷ با شمارهٔ ثبت ۲۰۵۳ به‌عنوان یکی از آثار ملی ایران به ثبت رسیده است.